# NGC 3283
NGC 3283 est une galaxie lenticulaire située dans la constellation des Voiles. NGC 3283 a été découverte par l'astronome britannique John Herschel en 1837.

## Caractéristiques
Sa vitesse par rapport au fond diffus cosmologique est de 3 182 ± 30 km/s, ce qui correspond à une distance de Hubble de 46,9 ± 3,3 Mpc (∼153 millions d'al).
À ce jour, une mesure non basée sur le décalage vers le rouge (redshift) donne une distance d'environ 34,300 Mpc (∼112 millions d'al). Cette valeur est à l'extérieur des valeurs de la distance de Hubble. Notons que c'est avec la valeur moyenne des mesures indépendantes, lorsqu'elles existent, que la base de données NASA/IPAC calcule le diamètre d'une galaxie et qu'en conséquence le diamètre de NGC 3283 pourrait être d'environ 65,6 kpc (∼214 000 al) si on utilisait la distance de Hubble pour le calculer.